# Ruud Welten
Rudolphus Bernardus Jacobus Maria (Ruud) Welten (Etten-Leur, 1962) is een Nederlands filosoof, schrijver, redacteur en hoogleraar aan de Erasmus Universiteit Rotterdam. Hij is tevens universitair hoofddocent aan Tilburg University.  

## Levensloop
Welten studeerde in 1988 af aan het Rotterdams Conservatorium, en vervolgde zijn studie aan de Erasmus Universiteit Rotterdam. Na zijn afstuderen in 1994 aan de faculteit der wijsbegeerte promoveerde hij in 2001 aan de Katholieke Theologische Universiteit te Utrecht. 
Sinds de jaren 1990 is Welten betrokken bij vele culturele initiatieven in Rotterdam en omstreken. Zo verzorgde hij de catalogus van de expositie "Villa Constance" van Geert van de Camp, Herman Lamers, Ine Lamers, en Lidwien van de Ven in het Museum Jan Cunen. Twee jaar later, in 1996, met Manifesta 1 in Rotterdam vormde Ruud Welten met Karin Arink, Wapke Feenstra, Jeanne van Heeswijk, Edwin Janssen, Laura Meijer en Kamiel Verschuren het kunstenaarsinitiatief NEsTWORK. Ten tijde van Manifesta realiseerde zij 78 dagen lang lokale kunstmanifestaties
Hij is aan Tilburg University verbonden sinds 2005. Van 2005 tot aan 2010 was hij werkzaam bij Academia Vitae en hij was lector aan de hogeschool Saxion van 2010 tot 2017.
Ingaande november 2015 werd Welten benoemd tot bijzonder hoogleraar hedendaagse benaderingen van menselijke subjectiviteit aan de Erasmus Universiteit Rotterdam. Op 30 september 2016 gaf hij zijn inaugurele rede Als de graankorrel niet sterft. In 2019 werd Welten gewoon hoogleraar aan de Erasmus Universiteit.
Welten publiceert met name over moderne Franse filosofen.

## Boeken
- Zijn en waken, denken in het spoor van Emmanuel Levinas, 1995.
- Dionysos danst weer, essays over hedendaagse muziekbeleving (met Marcel Cobussen), 1996.
- God en het Denken : over de filosofie van Jean-Luc Marion (red.) 2000.
- Fenomenologie en Beeldverbod bij Emmanuel Levinas en Jean-Luc Marion, 2001.
- Welten, Ruud (redactie). Sartre. Een hedendaagse inleiding, 2005.
- God in France. Eight contemporary French philosophers on God and Religion (red. met Peter Jonkers), 2005.
- Zinvol geweld. Sartre, Camus en Merleau-Ponty over terreur en terrorisme, 2006.
- Phénoménologie du Dieu invisible. Essais et études sur Emmanuel Levinas, Michel Henry et Jean-Luc Marion, 2011.
- Het ware leven is elders. Filosofie van het toerisme, 2013 (2e druk 2014).
- Onder vreemden. De ander in reisliteratuur, 2014.
- Als de graankorrel niet sterft. Een filosofische archeologie van openbaring, 2016.
- Het godstrauma - Lacan, religie en moderniteit (red. met Marc de Kesel), 2018.
- Sartre, 'Elementaire deeltjes', 2020.
- Wie is er bang voor Simone de Beauvoir? Over feminisme, existentialisme, God, liefde en seks, 2020.

## Vertalingen
- Jean-Paul Sartre en Benny Lévy, Wat blijft is de hoop. De gesprekken van 1980 (vertaling van L'espoir maintenant), 2004.
- Emmanuel Levinas, Over de ontsnapping (vertaling van De l'évasion en Quelques réflexions sur la philosophie de l'hitlérisme), 2005.